# Avondgors
De avondgors (Pooecetes gramineus) is een zangvogel uit de familie Emberizidae (gorzen).

## Verspreiding en leefgebied
Deze soort telt 3 ondersoorten:
- P. g. gramineus: van zuidoostelijk Canada tot de oostelijke Verenigde Staten.
- P. g. confinis: zuidwestelijk Canada en de westelijk-centrale Verenigde Staten.
- P. g. affinis: de noordwestelijke Verenigde Staten.